# 127965 Ettorecittadini
127965 Ettorecittadini è un asteroide della fascia principale interna. Scoperto nel 2003, presenta un'orbita caratterizzata da un semiasse maggiore pari a 2,248535 UA e da un'eccentricità di 0,064087, inclinata di 3,558370° rispetto all'eclittica.